# Marko Lukić
Marko Lukić (Belgrado, República Federativa Socialista de Yugoslavia; 24 de agosto de 1990) es un futbolista serbocroata. Actualmente se encuentra sin equipo.

## Trayectoria
Marko Lukić, central de gran envergadura, y formado en el FK BASK Belgrado, pasaría posteriormente por el FK Voždovac Belgrado. Lukić llegaría a prueba a la Sociedad Deportiva Huesca durante la pretemporada de la campaña 2010-11, para la cual finalmente lo contrataría. Posteriormente lo cedería en invierno al Club Deportivo La Muela de la Segunda División B de España, que sin embargo apenas contaría con él, para poder dejar libre la ficha necesaria para poder fichar a Tariq Spezie.
En agosto de 2011 se produce un acuerdo entre la SD Huesca y el FK Jagodina serbio para la cesión del central, quien no logró imponerse en el club azulgrana desde su llegada en 2010, y aunque volvería en verano de 2012, sería traspasado al KF Drita Bogovinë macedonio, sin haber disputado ni un solo partido oficial con la camiseta del Huesca.

## Clubes
| Club                    | País                 | Año       |
| ----------------------- | -------------------- | --------- |
| FK BASK Belgrado        | Serbia               | 2007-2008 |
| FK Voždovac Belgrado    | Serbia               | 2008-2010 |
| S. D. Huesca            | España               | 2010-2012 |
| C. D. La Muela (Cedido) | España               | 2011      |
| FK Jagodina (Cedido)    | Serbia               | 2011-2012 |
| KF Drita Bogovinë       | Macedonia del Norte  | 2012-2013 |
| FK Bánovce              | Eslovenia            | 2013-2015 |
| FK Radnik Bijeljina     | Bosnia y Herzegovina | 2015      |
| FK Timok Zajecar        | Serbia               | 2015-2016 |
| FK Vrčin                | Serbia               | 2016-2017 |
| FK Zvezdara             | Serbia               | 2017-2018 |
| FK Vrčin                | Serbia               | 2019-2020 |